# Minmontu
Minmontu (mn.w-mnṯ.w) ókori egyiptomi főpap; Ámon főpapja volt a XVII. dinasztia elején, I. Jahmesz uralkodása alatt.
Egy Thébában talált sírkúpról ismert, amely ma Londonban, a University College gyűjteményében található (UC37666) Egy jáde szívskarabeusza a Kunsthistorisches Museumban van, ezen „Minmontu, más néven Szenresz” néven említik. A Szenresz jelentése: „fivére feléledt”, lehetséges, hogy volt egy bátyja, aki meghalt, és szülei benne látták újjászületni.
Egy 2005-ös ásatás során a TT232 sír előudvarában kb. 250 sírkúpot találtak, ami az övé volt és I. Amenhotep idejére datálható. Ennek alapján a TT232 azonosítható Minmontu sírjaként.